# 安圭拉歷史
安圭拉最早为从南美大陆移居来的印第安部落于史前时期所占据。该岛为欧洲人所发现的时间并未确定，某些文献宣称哥伦布于1493年曾见过该岛，另一些文献则描述该岛为法国人于1564或1565年所首次发现。安圭拉（Anguilla）的名字来源于许多欧洲语言的“鳗鱼”一词（拉丁語：Anguilla），可能是因为该岛的形状似鳗鱼。
安圭拉最早由圣基茨岛的英国殖民者从1650年起开始殖民。该岛直到19世纪初都直接由不列颠政府管理，直到该岛与圣基茨及尼维斯合并为一个英国属地，尽管违背当地居民的意愿。1969年，该岛独自宣布成为一个独立的共和国。1971年，为英军所占领。1980年，成为一个独立的英国属地（現稱英國海外領土）。

## 前殖民时代
安圭拉最早的居民是从南美大陆迁来的印第安人，通常认为是阿拉瓦克人，他们使用筏子或独木舟渡至该岛，形成了一些捕鱼、狩猎及农业集落。该岛的美洲印第安人被称为“Malliouhana”。安圭拉发现的最早的人工制品被认为是公元前1300年左右的产物，另外还发现了一些公元600年左右的聚落遗迹。在如及等东北沿岸地点发现的宗教物品及仪式遗物使人们推测这些前欧洲居民非常具有宗教性。阿拉瓦克人一般被认为后来被更野蛮的加勒比部落所驱逐，但有些人并不赞同这种说法。

## 殖民时代
安圭拉的发现及命名一般多归于在1565年航至该岛的法国探险家皮埃尔·洛当奈尔的名下，但另一些人则认为该岛早在殖民时代开始之时便由哥伦布所观测到并命名。安圭拉被英国人从安提瓜所统治，该岛同安提瓜一样，拥有其独自的议会机构。1744年安圭拉的英国人入侵其临近聖馬丁島的法属部分（当时圣马丁島由法荷两国瓜分），并一直统治至1748年爱克斯·夏拉贝尔条约签订。在英法之间围绕加勒比地区的控制权而持续冲突期间，法国更于1745及1796年两次谋划入侵安圭拉，但均告失败。
英国人曾计划在安圭拉推行种植园经济，由非洲引进奴隶，但该岛的土壤及气候并不适合发展种植园，因此该岛的种植园大都以失败告终。奴隶被允许离开种植园并自谋其生计，而且，随着1830年代英国废止奴隶制，许多种植园主回到了欧洲，使安圭拉的主要人口变为非洲裔农夫及渔民。此时，安圭拉的人口由其峰值的10000人锐减至2000人左右。
自从安圭拉在行政上为圣基茨所管理之后，晚些时候更是成为了圣克里斯托弗-尼维斯-安圭拉（圣克里斯托弗是圣基茨的早期称呼）殖民地的一部分，安圭拉本身亦是背风群岛联邦殖民地（Federal Colony of the Leeward Islands）的一部分。安圭拉居民极力反对该项合并，认为圣基茨的行政管理甚少关注到安圭拉的事务，并多次要求使该岛由英国直接统治。但这些要求均被忽略，安圭拉人的不满持续发酵，最终在1960年代尖锐化，最终导致了革命。

## 近现代史
1967年2月27日，英国给予聖克里斯多福-尼維斯-安圭拉联系邦的地位，拥有其独自的宪法及可观程度的自治。许多安圭拉人极力反对持续对圣基茨的政治从属，并于5月30日（现被称为安圭拉日），将圣基茨警察驱逐出安圭拉。临时政府要求美国进行统治，但被拒绝。1967年7月11日，开始脱离圣基茨的全民公决，公决结果为1813票赞成，5票反对。结果公布后，立即宣布成立了独立的上议院（立法会）。
彼得·亚当斯（Peter Adams）当选安圭拉岛议会议长。在巴巴多斯进行了长达八天的谈判之后，亚当斯同意安圭拉复归安圭拉-圣基茨-尼维斯联邦，以此作为同意安圭拉享有与尼维斯类似的自治权之交换条件。亚当斯原则上同意了该协定，但遭到议会反对，并将议长由亚当斯换为罗纳德·韦伯斯特（Ronald Webster）。1967年11月，两名英国国会议员设计出了一份过渡协定，根据该协定，每年一名英国官员将与安圭拉议会一同行使基本行政权。1968年1月，托尼·李（Tony Lee）成为了协定所规定的英国专员，但直到其任期结束，依旧未有关于安圭拉政府的远期协定达成。
1969年2月7日，安圭拉又举行了一次全民公投，结果以1739票赞成、4票反对复归圣基茨。此时安圭拉宣布其为独立的共和国，韦伯斯特任议长。新任英国专员威廉·惠特洛克（William Whitlock）于1969年3月11日就任，带来一份新的英国过渡统治的提议，但很快被驱逐。3月19日，一支由英国陆军伞兵团第二营（The Second Battalion, Parachute Regiment）及首都警务处的40名警务人员（由顏理國统领）组成的分遣队和平登陆安圭拉，称为“恢复治安”。该年秋，部队开走，工兵团进入安圭拉，以改善公共工程。
托尼·李作为专员复归安圭拉，并于1971年同当地人达成了另一份“过渡协定”。虽然事实上安圭拉已被允许从圣基茨和尼维斯退出，但是直到1980年12月19日安圭拉才依《1980年安圭拉法令》正式脱离圣基茨，成为单独的一个英国属地。当1983年圣基茨和尼维斯完全从英国独立出去的时候，安圭拉仍然是英国的海外领地。
近年来，安圭拉成为了一处高档旅游地点，旅游业成了安圭拉的经济支柱之一。渔业是其另一重要的经济活动，金融服务业亦获发展。现代安圭拉的人口大部分为非洲裔，一小部分为欧洲裔（多为英裔）。